# Quần đảo Mergui

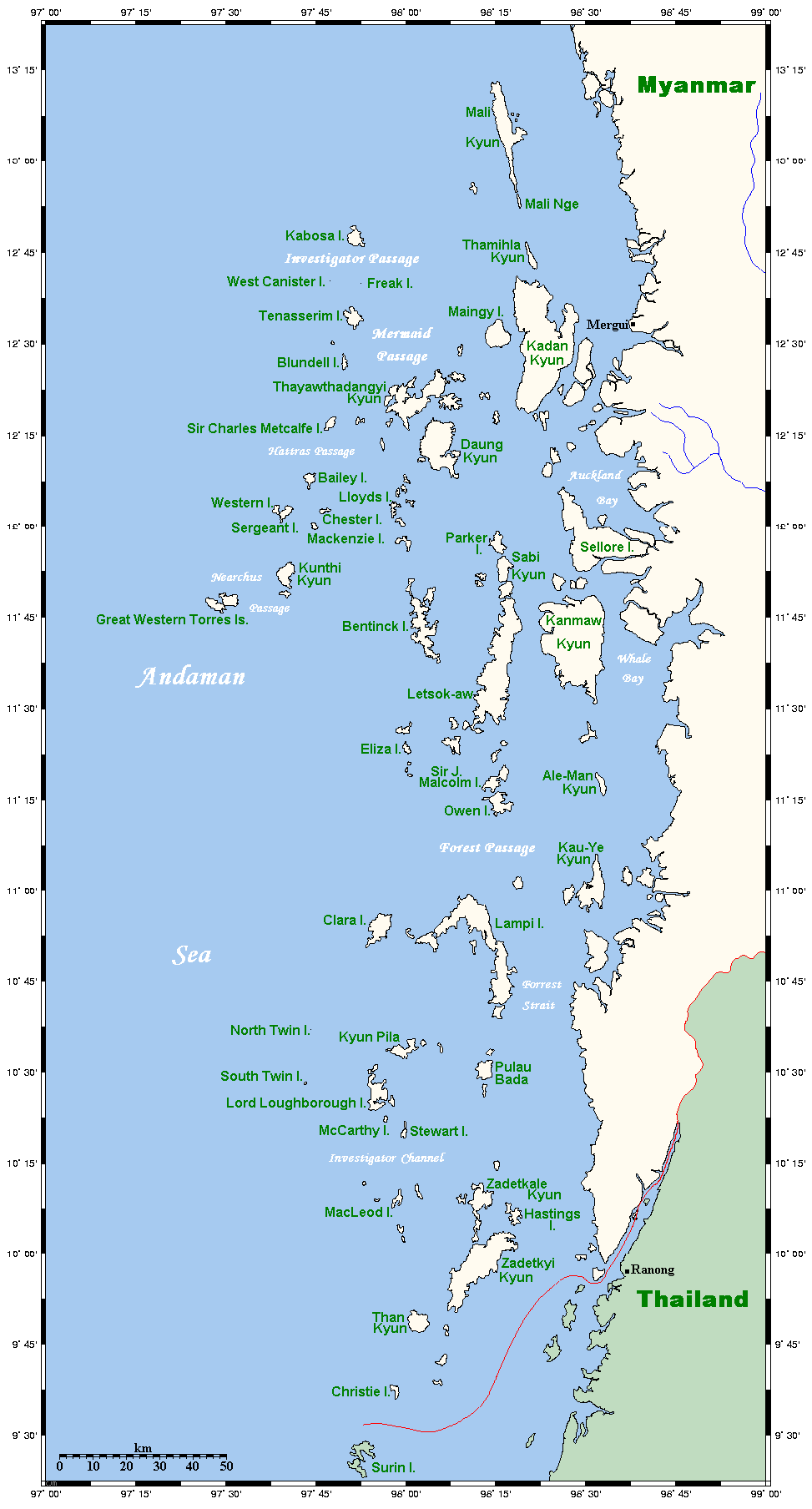
Bản đồ quần đảo Mergui

Quần đảo Mergui (cũng gọi là quần đảo Myeik  hay Myeik Kyunzu; tiếng Miến Điện: မြိတ်ကျွန်းစု) là một quần đảo nằm ở khu vực cực nam của Myanmar và là một phần của vùng Tanintharyi. Quần đảo có trên 800 đảo có kích thước rất khác nhau, từ rất nhỏ cho đến rộng hàng trăm kilômét vuông, tất cả đều nằm trên biển Andaman ở ngoài khơi phía tây của bán đảo Mã Lai gần cực bắc nơi bán đảo này nối với phần còn lại của Đông Dương.  Đôi khi quần đảo này được gọi là Pashu theo tên gọi của những người Mã Lai bản địa Pashu. Có một sòng bạc năm sao và khu nghỉ dưỡng tên là Andaman Club hoạt động trên đảo Thahtay Kyun.

## Địa lý
Về mặt địa chất, quần đảo mang nét đặc trưng với chủ yếu là các đảo đá vôi và đá hoa cương. Các đảo thường được rừng nhiệt đới bao phủ dày đặc, và bờ biển của các đảo có các bãi biển, mũi đá, và ở một số nơi còn có các đầm lầy nước mặn. Ngoài khơi các hòn đảo là những rạn san hô rộng lớn.
Quần đảo chưa bị nhiều tác động của con người nên các đảo và vùng nước xung quanh có hệ động thực vật rất đa dạng, thu hút những người yêu thích lặn biển đến tham quan.
Trên các hòn đảo, các loài động vật khác nhau phát triển mạnh, ví dụ như hươu nai, khỉ, các loài chim nhiệt đới như chim mỏ sừng, và lợn rừng. Thậm chí còn có những báo cáo chưa được xác nhận về sự xuất hiện của tê giác Sumatra tên đảo Lanbi, một hòn đảo lớn, song điều này bị nghi ngờ rộng rãi.
Các mối đe dọa đến môi trường khu vực bao gồm hoạt động đánh cá quá mức như nổ mìn.
Đảo lớn nhất và cao nhất của quần đảo là Kadan Kyun (đảo Vua) nằm đối diện với Mergui (Myeik) trên đất liền. Các đảo quan trọng khác là:
- đảo Auriol
- đảo Bentinck
- đảo Christie, đảo cực nam
- đảo Daung
- đảo Kabosa
- đảo Kadan
- đảo Kanmaw
- đảo Lanbi
- đảo Letsok-aw
- đảo Mali, đảo cực bắc
- đảo Ngwe (đảo Tiền)
- đảo Sabi
- đảo Saganthit
- đảo Tenasserim
- đảo Thahtay
- đảo Than
- Thayawthadangyi
- Zadetkyi

## Dân cư
Người dân địa phương thuộc sắc tộc Moken, thỉnh thoảng cũng được gọi là dân Gypsy miền biển song thuật ngữ này cũng ám chỉ đến một số dân tộc khác tại Đông Nam Á. Cuộc sống của họ phụ thuộc vào biển và họ vẫn duy trì lối sống truyền thống từ hàng thế kỷ. Họ có thể sống tại các con thuyền truyền thống vào mùa khô, song thường sẽ lên bờ vào mùa mưa.